# Pangrapta peturbans
Pangrapta peturbans là một loài bướm đêm trong họ Erebidae.